# Gloria Pizzichini
Gloria Pizzichini (Osimo, 24 luglio 1975) è un'ex tennista italiana.
Atleta minuta, alta 153 centimetri per un peso forma di 50 chilogrammi, dotata di ottima mobilità e notevole senso tattico, si pose per la prima volta all'attenzione mondiale nel 1991 quando raggiunse la finale al torneo juniores del Roland Garros.

## Carriera
Nel 1991 si distinse nel circuito ITF vincendo a Bari e raggiungendo la finale a Sezze. Nel 1992 giocò i suoi primi tornei WTA superando le qualificazioni a Taranto agli Internazionali d'Italia ed entrò per la prima volta nelle top-100 grazie soprattutto alla vittoria nel torneo ITF di Arzachena, chiudendo l'anno al 91º posto. Nel 1993 iniziò per lei un periodo di declino in cui non ottenne grandi risultati (ad eccezione di un 3º turno a Wimbledon) e si assestò oltre la 250ª posizione della classifica mondiale.
Dopo aver ripreso la collaborazione con il suo primo allenatore, Carlo Polidori, nel 1996 tornò a mettersi in luce vincendo il torneo ITF di Mar del Plata e quello WTA di Bol (Croazia), suo unico successo nel circuito maggiore. Chiuse l'anno tra le prime 50 giocatrici del mondo. Nel 1997 rimase ai vertici aggiudicandosi il torneo ITF di Istanbul e sfiorando l'impresa di sconfiggere la 1ª giocatrice del mondo, Martina Hingis, al 2º turno del Roland Garros. Nel 1998, a causa di un brutto infortunio, la sua carriera subì uno stop, che la fece precipitare oltre la 700ª posizione.
Rientrata con molta determinazione nel 1999, ottenne molti risultati nel circuito ITF e alla fine del 2000 era risalita fino alla 119ª posizione. A causa di altri infortuni, di cui uno molto grave causato da una caduta dal motorino alla fine del 2003, non è più riuscita a tornare sui livelli di qualche anno prima. Ha giocato il suo ultimo match nel circuito professionistico nel torneo ITF di Rimini nell'agosto del 2005.
Il suo miglior risultato in una prova del Grande Slam è il 3º turno, raggiunto in due occasioni (Wimbledon 1993, Roland Garros 1996). Nel vittorioso torneo di Bol del 1996 sconfisse al 2º turno l'allora nº 4 del mondo, nonché beniamina di casa, Iva Majoli per 6-1 2-6 6-3. La sua miglior posizione in classifica è stato il 45º posto, raggiunto il 18 novembre 1996. Ha fatto parte della squadra italiana di Fed Cup (l'equivalente femminile della Coppa Davis) nel 1997 e nel 2001.

## Statistiche

### Palmarès

#### Vittorie
Circuito WTA
- 1996: Bol

Circuito ITF
- 1991: Bari
- 1992: Arzachena
- 1996: Mar del Plata
- 1997: Istanbul
- 1999: Cerignola, Ortisei

#### Sconfitte in finale
Circuito ITF
- 1991: Sezze
- 1996: Bogotà
- 1999: Spoleto, Bordeaux
- 2000: Taranto, Fontanafredda

La giocatrice marchigiana ha ottenuto discreti risultati anche in doppio aggiudicandosi 7 tornei nel circuito ITF.

### Risultati in progressione
| Sigla | Risultato               |
| ----- | ----------------------- |
| V     | Vincitore               |
| F     | Finalista               |
| SF    | Semifinalista           |
| O     | Oro olimpico            |
| A     | Argento olimpico        |
| SF    | Bronzo olimpico         |
| QF    | Quarti di Finale        |
| 4T    | Quarto turno            |
| 3T    | Terzo turno             |
| 2T    | Secondo turno           |
| 1T    | Primo turno             |
| RR    | Round Robin             |
| LQ    | Turno di qualificazione |
| A     | Assente                 |
| ND    | Non disputato           |

| Legenda superfici    |
| -------------------- |
| Cemento              |
| Terra battuta        |
| Erba                 |
| Superficie variabile |

#### Singolare nei tornei del Grande Slam
| Torneo          | 1993 | 1994 | 1995 | 1996 | 1997 | 1998 | 1999 | 2000 | 2001 | 2002 | 2003 | 2004 | 2005 |
| --------------- | ---- | ---- | ---- | ---- | ---- | ---- | ---- | ---- | ---- | ---- | ---- | ---- | ---- |
| Australian Open | 1T   | A    | A    | A    | 1T   | 1T   | 1T   | A    | A    | 1T   | A    | A    | A    |
| Open di Francia | 1T   | A    | A    | 3T   | 2T   | A    | A    | A    | A    | A    | A    | A    | A    |
| Wimbledon       | 3T   | A    | 1T   | 2T   | 1T   | A    | A    | A    | A    | A    | A    | A    | A    |
| US Open         | 1T   | A    | A    | 1T   | 1T   | A    | A    | 2T   | 1T   | A    | A    | A    | A    |

#### Doppio nei tornei del Grande Slam
| Torneo          | 1993 | 1994 | 1995 | 1996 | 1997 | 1998 | 1999 | 2000 | 2001 | 2002 | 2003 | 2004 | 2005 |
| --------------- | ---- | ---- | ---- | ---- | ---- | ---- | ---- | ---- | ---- | ---- | ---- | ---- | ---- |
| Australian Open | A    | A    | A    | A    | 1T   | 1T   | 1T   | A    | A    | A    | A    | A    | A    |
| Open di Francia | A    | A    | A    | A    | 3T   | A    | A    | A    | A    | A    | A    | A    | A    |
| Wimbledon       | A    | A    | A    | A    | 2T   | A    | A    | A    | A    | A    | A    | A    | A    |
| US Open         | A    | A    | 1T   | A    | 1T   | A    | A    | A    | A    | A    | A    | A    | A    |

#### Doppio misto nei tornei del Grande Slam
Nessuna partecipazione

## Vittorie contro giocatrici top 10
| Stagione | 1996 | Totale |
| -------- | ---- | ------ |
| Vittorie | 1    | 1      |

| #    | Giocatrice | Ranking | Evento                   | Superficie  | Turno | Punteggio     | Rank. GPR |
| ---- | ---------- | ------- | ------------------------ | ----------- | ----- | ------------- | --------- |
| 1996 |            |         |                          |             |       |               |           |
| 1.   | Iva Majoli | 4       | "M" Electronika Cup, Bol | Terra rossa | 2T    | 6-1, 2-6, 6-3 | 150       |